# Voerladegård Sogn
Voerladegård Sogn var et sogn i Horsens Provsti (Århus Stift).
I 1800-tallet var Voerladegård Sogn anneks til Sønder Vissing Sogn. Begge sogne hørte til Tyrsting Herred i Skanderborg Amt. Sønder Vissing-Voerladegård sognekommune blev ved kommunalreformen i 1970 indlemmet i Brædstrup Kommune. Dennes hovedpart kom ved strukturreformen i 2007 til Horsens Kommune, men Voerladegård Sogn stemte sig 20. april 2005 til Skanderborg Kommune.
I Voerladegård Sogn ligger Voerladegård Kirke.
I sognet findes følgende autoriserede stednavne:
- Dørup (bebyggelse)
- Dørup Skov (areal, bebyggelse)
- Gantrup (bebyggelse)
- Gantrup Mark (bebyggelse)
- Hem
- Højlund (bebyggelse)
- Klostermølle
- Knosvad (bebyggelse)
- Kroggård (ejerlav, landbrugsejendom)
- Møgelkol (areal)
- Møldrup (bebyggelse)
- Sandvad (bebyggelse)
- Sukkertoppen (areal)
- Vilholt (bebyggelse, ejerlav)
- Voerladegård (bebyggelse)

## Historie
Omtrent samtidig med at munke fra Benediktinerordenen i 1100-tallet byggede Voer Kloster, blev kirken ved Voer Ladegård bygget, og de omkringliggende bøndergårde blev flyttet sammen ved kirken, hvorved landsbyen opstod.
På Dørup mark findes en helligkilde. Der findes i sognet et stort antal oldtidshøje, hvoraf en del er fredet. Man har fundet rester af en jernalderlandsby fra ca. år 500.